# Nitroetan
Nitroetanul este un compus organic cu formula chimică C2H5NO2, făcând parte din categoria nitroderivaților organici. Este un lichid polar, uleios, cu miros fructat.

## Obținere
Nitroetanul se obține la nivel industrial prin tratarea propanului cu acid azotic la temperaturi cuprinse între 350–450 °C. Aceasta este o reacție exotermă prin care se obțin și alți trei nitro-alcani importanți din punct de vedere industrial (pe lângă nitroetan): nitrometan, 1-nitropropan și 2-nitropropan.